# Brezina, Slovacia
Brezina este o comună slovacă, aflată în districtul Trebišov din regiunea Košice. Localitatea se află la altitudinea de 179 m deasupra n.m., se întinde pe o suprafață de 12,96 km2 și în 2011 număra 706 locuitori. 

## Istoric
Localitatea Brezina este atestată documentar din 1300.

## Demografie
| An:                | 1994 | 2004   | 2014   | 2024   |
| ------------------ | ---- | ------ | ------ | ------ |
| Număr de persoane: | 686  | 710    | 702    | 649    |
| Diferență:         |      | +3,49% | −1,12% | −7,54% |

| An:                | 2023 | 2024   |
| ------------------ | ---- | ------ |
| Număr de persoane: | 648  | 649    |
| Diferență:         |      | +0,15% |